# Jessica Domínguez
Jessica Domínguez (Iquitos, Perú), es una abogada estadounidense de origen peruano, residente en California y especializada en inmigración.
Es también presentadora de radio y televisión. Entre 2012 y 2013 condujo el programa radiofónico "Pregúntale a la abogada" (Ask the Attorney) en Univision Radio. Es colaboradora en el segmento de inmigración del programa "Primer Impacto" de la cadena de televisión estadounidense en español Univision. Es activista y defensora de la reforma de inmigración y ha comentado sobre el tema para diversos medios de comunicación.

## Emigración y trabajo
Domínguez nació en Iquitos y de niña se trasladó junto a su familia a Lima, capital de Perú A la edad de 14 años emigró, para vivir junto a su madre, a los Estados Unidos. En Los Ángeles, ciudad en la que residía, debió abandonar la escuela secundaria para trabajar en puestos de baja remuneración en fábricas locales. Debido al poco conocimiento de la lengua inglesa se puso como objetivo estudiar el idioma local intensivamente. Mientras trabajaba en McDonald's, un cliente habitual le ofreció un puesto de trabajo en una compañía de seguros para asistir telefónicamente a los clientes de habla hispana. Fue a través de su ocupación que conoció a Javier Domínguez, un técnico dental con quien contrajo matrimonio.

## Educación
Tras asistir a la escuela nocturna, realizó el General Educational Development Test (GED), mientras también se ocupaba de sus actividades como ama de casa.
Domínguez estudió en Los Angeles Pierce College y se graduó en la Universidad Pepperdine en 1996. Ulteriormente continuó estudios avanzados y para ello asistió a la facultad de Derecho de la Universidad de La Verne, donde el entonces decano, Robert Ackrich, la contrató como asistente legal. En el año 2000 obtuvo su posgrado de Juris Doctor (doctorado en jurisprudencia).

## Carrera
Domínguez inició su carrera con un enfoque en leyes familiares pero rápidamente cambió su área de concentración a leyes de inmigración. Se convirtió en una voluntaria para la Asociación de Barra de Condado de Los Ángeles Inmigración Proyecto de Asistencia Legal (ILAP). Así mismo trabajo para una empresa de leyes de inmigración donde representaba clientes de habla hispana. En 2002 fundó las "Oficinas de Ley de Jessica Domínguez", las cuales entonces se localizaban en Canoga Parque, California. En años recientes empezó a utilizar los medios sociales de comunicación para educar y asesorar a miembros de la comunidad sobre sus derechos inmigratorios. Ha sido conocida por su uso de medios de comunicación sociales en el campo de leyes, utilizando dichos medio aquellos tradicionalmente no utilizados por abogados.
Uno de los primeros casos notables manejado por Domínguez fue el de una mujer mexicana que fue vendida como esclava sexual cuando tenía 16 años de edad. La mujer fue testigo de una muerte del hombre, que fue llevado a cabo por un vecino. El vecino le dio instrucciones para ocultar el arma y más tarde fue acusada de asesinato. Después de cumplir 22 años en la cárcel, ella tenía una orden de deportación. Domínguez organizado un equipo de colaboradores - que incluyó Marta Sahagún de Fox y Hilda Solís, quien eran entonces congresistas - para luchar por la liberación y oponerse a la expulsión/deportación de la mujer. El caso atrajo la atención internacional y la mujer fue citada diciendo: "ella es mi ángel," dicho más tarde se desarrolló en una historia en La Opinión, que concluye a conducir a Domínguez ser conocida como "el ángel de la justicia" (el Ángel de La Justicia).
Domínguez ha representado a muchas familias que fueron víctimas en el 2012 Miramonte Elementary School escándalo de los abusos. La escuela tenía una alta inscripción de familias Latinas de bajos recursos, algunas de las cuales se encontraban en el país sin legal estancia. El maestro en la escuela alegó no emitir contestación hacia los numerosos delitos sexuales por los cuales se le acusaba y fue condenado a 25 años de prisión. Domínguez representó a las familias de las víctimas que tenían miedo a alzar la voz por temor a una posible deportación. Domínguez optó por pedir garantías para que las familias no fueran deportadas después salir a la luz en la acusación. También representó a 8 de las mismas familias de las víctimas en una demanda civil contra el distrito escolar.
Temprano en su carrera, Domínguez asistió un taller de inmigración en Los Ángeles donde un reportero de emisión buscaba a alguien conocedor de inmigración para explicar dichas leyes en español. Domínguez ejecutó dicha tarea qué la dirigió a otras apariencias televisivas. Finalmente se le reclutó para ser presentadora de su propio segmento semanal "Ángel de la Justicia" en Univision ¡Despierta América!, el espectáculo de mañana valorado más alto entre Latinos en los Estados Unidos. También tiene participaciones regulares en segmentos en Primer Impacto. Domínguez también ha proporcionado comentario para El Huffington Post, donde es también una colaboradora.